# У місячну ніч
У місячну ніч (італ. In una notte di chiaro di luna) — італо-французька драма 1989 року.

## Сюжет
Американський журналіст Джон Нотт працює у французькій газеті. Він пише статтю про відношення людей, щодо хворих на СНІД. Подорожуючи по всьому світу, Джон видє себе за інфікованого в результаті чого його постійно виганяють з ресторанів і барів. У Парижі він зустрічає свою колишню кохану, Джоель, і дізнається, що та народила від нього дочку. Незабаром після цього, він виявляє, що насправді інфікований.

## У ролях
| Актор              | Роль               |
| ------------------ | ------------------ |
| Рутгер Гауер       | Джон Нотт          |
| Настасія Кінські   | Джоель             |
| Пітер О'Тул        | професор Ян МакШол |
| Фей Данавей        | місіс Кольбер      |
| Домінік Санда      | Керол              |
| Лоррейн Бракко     | Шейла              |
| Массімо Вертмюллер | Макс               |
| Джордж Істмен      | Закаріас           |